# Laszlovszky József (1773–1833)
Ifjabb Laszlovszky József (Buda, 1773. február 21.–Döbling, 1833. szeptember 25.)

## Életpályája
Idősebb Laszlovszky József és Kramerlauf (Kalmárffy) Veronika legidősebb fia.
Első hivatalos említése az Archi Gymnasium Budense Regium 1786-os secundo semestri in I. humanitatis schola névsorának eminentes részében olvasható, Joſephus Laſzlovſzky írásmóddal. A következő dokumentum II. Lipót 1790. decemberében kelt 55. számú, Liber Regius... című rendeletében van, amelyben – többek közt – édesapja nemesi címet kapott. Testvérei is jórészt innen ismertek.
Ifjabb Laszlovszky József 1819-től Pest vármegye táblabírája és Buda városbírója. E címeket az előző évben elhunyt édesapjától vette át. Az 1820-as évek legelején az apai örökségből rá szállt Laszlovszky-majorhoz kapcsolódó tevékenysége a legjelentősebb. Felépített egy vendéglőt a korábbi majorsági épületek mellé. Apja idejében a major még csak a meghívott piknikező főurak szórakozóhelye volt, ezidőben az előkelő társaság kedvelt kirándulóhelyévé, a társasági élet egyik központjává vált. Nem sokkal később egy kocsma is nyílt, ahová már a középrétegek is eljárhattak. Fényes Elek 1837-ben a „1/2 órányi messzeségre” lévő szórakozóhelyről írt, de a beinduló zugligeti tömegközlekedés hamarosan ezt a problémát is orvosolta.
A Jelenkor 1833. évi 80. száma közölte a halálhírét.
Fennmaradt egy kis méretű (10,2×8,3 cm) akvarell arcképe, amelyet Ferdinand Lütgendorf (1785–1858) festett. A képet jelenleg a Fővárosi Képtár őrzi.

## Családja
Felesége Ghequier Leopoldina. Gyermekei:
- Anna Barbara Veronika (született 1800. május 18.),[6] Egregius Ignác felesége
- József (született 1801. december 13.)[7]
- Borbála (1803. április 17 – 1881) Ghyczy Ignác felesége lett
- Antal (1804–1884. február 25.) Pomázon telepedett meg, és később a pomázi választókerület országgyűlési képviselője volt
- Emília Veronika, 1809. március 16., Pest – 1837. március 14. Pest. Appel József de Kapocsány (1801–1891) első felesége.
- Florentina (született 1811. február 11.),[8] Hegyesy Péternek, a Bach-korszak főállamügyészének felesége lett[9]